# Lac Montmorency
Pour les articles homonymes, voir Montmorency.
Le lac Montmorency est un plan d'eau douce situé dans le territoire non organisé Lac-Jacques-Cartier, dans la municipalité régionale de comté (MRC) La Côte-de-Beaupré, dans la région administrative de la Capitale-Nationale, dans la province de Québec, au Canada. Il fait partie de la réserve faunique des Laurentides.
Le lac Montmorency (altitude : 891 m) est l'un des lacs de tête de la rivière Montmorency. Jadis, la foresterie a été la principale activité économique du secteur. La surface du lac est généralement gelée de la mi-novembre à avril ; néanmoins, la période de circulation sécuritaire sur la glace est de la mi-décembre à la fin mars.

## Géographie
Le lac Montmorency est situé à 1,5 km au sud-ouest du lac Nadreau (altitude : 838 m), à 4,4 km au nord-est du lac Hermine, à 5,0 km à l'ouest du lac Malbaie à 6,9 km à l'est du lac Jacques-Cartier et à 0,3 km au nord-est du lac Maltais.
Les principaux bassins versants voisins sont :
- au sud : la décharge du lac Maltais (altitude : 875 m) ;
- à l'ouest : la décharge du lac Boulet (altitude : 920 m) ;
- au nord-est : le versant du lac Nadreau (altitude : 838 m) et son affluent le lac Plamondon (altitude : 844 m) ;
- au sud-est : la rivière Montmorency.

Une montagne dont le sommet atteint 994 m sépare le lac Montmorency et le lac Nadreau, lequel constitue le lac de tête de la rivière Jacques-Cartier. Une autre montagne de 1 069 m sépare le lac Montmorency avec le lac Currier (situé à 2,25 km au nord).
Le lac Montmorency reçoit les eaux de la décharge du lac Pit (altitude : 918 m) du côté ouest et d'un ruisseau de 1,7 km provenant d'un petit lac marécageux (altitude : 929 m) au nord-ouest. Le lac Montmorency épouse la forme d'un croissant ouvert vers le sud-est, afin de border une montagne dont le sommet est de 970 m. Des zones marécageuses entourent la zone est, nord et ouest du lac. Son embouchure est située au fond de la pointe sud. Sa décharge coule a priori vers le sud sur 1,2 km jusqu'à la décharge de l'Étang des Ancolies (altitude : 844 m). Puis la décharge descend sur un kilomètre jusqu'à la décharge du lac Maltais. Puis la rivière coule vers le sud-est sur un dernier segment de 320 m pour se déverser dans la rivière Montmorency. La décharge du lac Boulet est située à une centaine de mètres en aval.
L'embouchure de la décharge du lac Montmorency est située à 2,2 km aval de la décharge du lac Alyse ou à 3,1 km en aval du lac Subulé lequel recueille les eaux du lac Moran. Ce bassin versant de ce secteur se situe tout près de la ligne de partage des eaux entre les rivières Jacques-Cartier, Montmorency et Malbaie.

## Toponymie
Les toponymes de la rivière Montmorency et du lac Montmorency sont liés, car ce dernier constitue l'un des lacs de tête de la rivière, avec les lacs Subulé (altitude : 842 m), Moran (altitude : 847 m) et Alyse (altitude : 893 m).
Le toponyme « lac Montmorency » a été officialisé le 5 décembre 1968 à la Banque des noms de lieux de la Commission de toponymie du Québec.